# 云溪植物园
云溪植物园（英语：Yunxi Botanical Garden），位于广州市白云区白云山风景名胜区西麓，前身为云溪生态公园，后被改造为以华南国家植物园为核心构建的城园融合体系中建成的迁地保护示范区之一，同时也是国家植物园体系广州迁地保护示范区之一。云溪植物园规划面积83公顷，核心区域面积35公顷，以植物迁地保育为核心，承接国家植物园体系物种保育、科学研究、科普宣教等功能，是羊城八景“云山叠翠”的重要组成部分。

## 历史

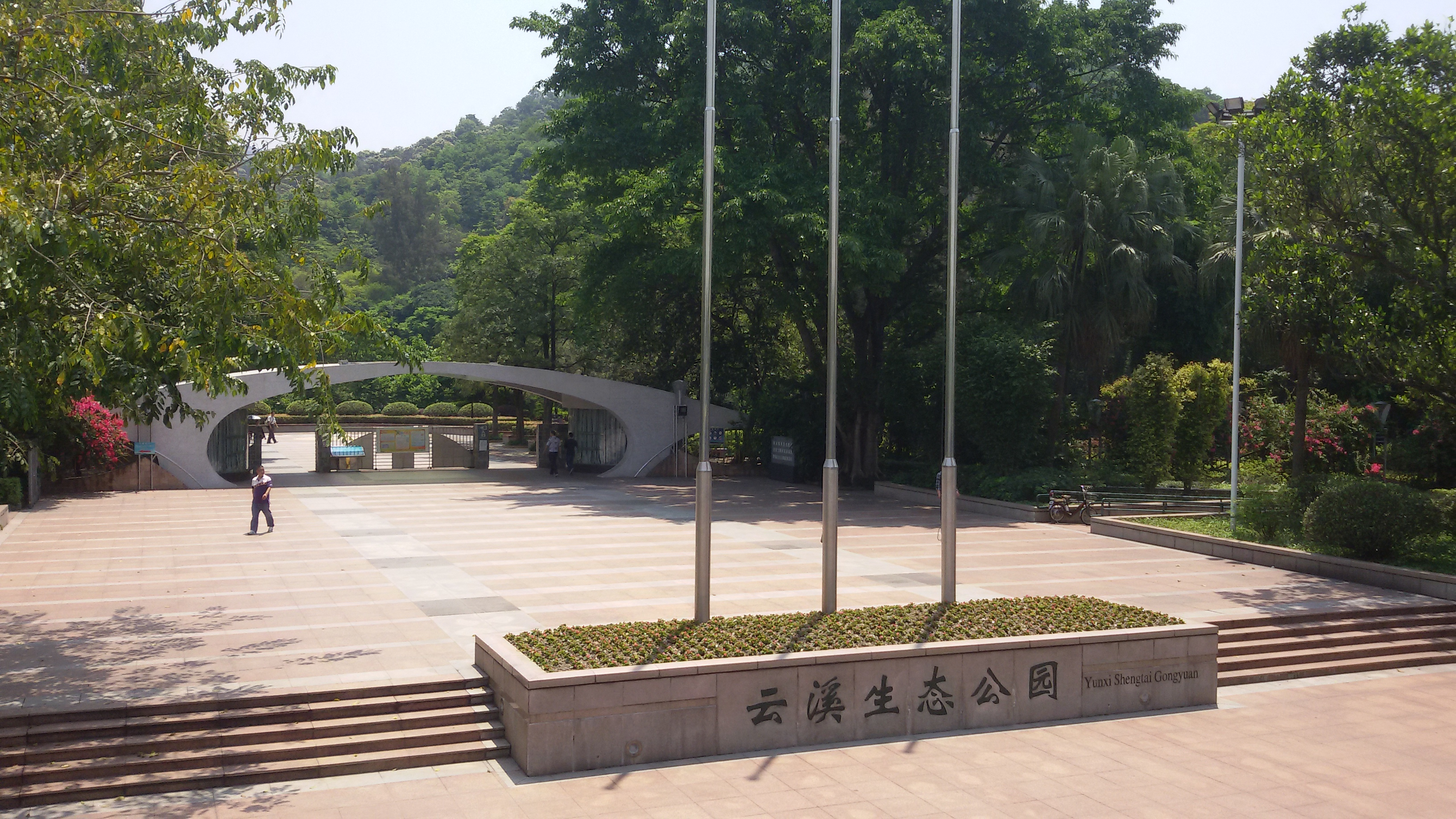
原云溪生态公园正门（2015年4月）

1999年，作为广州城市建设“三年一中变”的城市休闲带建设的重点项目，云溪植物园的前身云溪生态公园动工建设。2001年10月，公园建成并作为第九届全国运动会新建体育场馆广州体育馆的配套绿地对外开放，是当时广州市最大的免费公园。
2020年12月20日，原云溪生态公园进行封闭改造施工。
2024年8月8日，原云溪生态公园完成改造提升，并更名为“云溪植物园”正式对外开放。
2025年4月，广东省林业局公布广东省第一批区域植物园和乡土植物园名单，云溪植物园被评为广东省第一批乡土植物园，并纳入广东省植物迁地保护体系。
2025年8月3日，云溪植物园与白云山、云萝植物园共同组成“云山叠翠”景区，入选2025年羊城八景。

## 主要景点
- 花城艺术馆
- 睡莲植物展示园
- 野牡丹展示园
- 蜜源植物展示园
- 珍稀植物展示园
- 新优花卉展示园

## 交通
- 地铁：█12号线广州体育馆站
- 公交：

| 广州体育馆站         | 广州体育馆站           | 广州体育馆站 | 广州体育馆站               | 广州体育馆站                    |
| 编号                 | 路线                   | 路线         | 路线                       | 备注                            |
| -------------------- | ---------------------- | ------------ | -------------------------- | ------------------------------- |
| 38                   | 时代玫瑰园             | ⇆            | 文化公园（粤海关博物馆）   |                                 |
| 66                   | 永泰集贤路             | ⇆            | 泮塘                       |                                 |
| 76                   | 百顺北路（岭南新世界） | ⇆            | 东山（东华北路）           |                                 |
| 76A                  | 农讲所                 | ⇆            | 龙归永兴村                 |                                 |
| 223                  | 白云路                 | ⇆            | 白云花园                   |                                 |
| 245                  | 黄石东（白云尚城）     | ⇆            | 员村一横路                 |                                 |
| 265                  | 广卫路                 | ⇆            | 环滘村                     |                                 |
| 广424                | （广州）白云文化广场   | ⇆            | （佛山）白沙（中海金沙湾） | 经槎头                          |
| 529                  | 地铁飞翔公园站         | ⇆            | 太和                       |                                 |
| 706                  | 东山广场               | ⇆            | 广州北站（秀全大道）       |                                 |
| 841                  | 广州火车东站           | ⇆            | 石井（滘心村）             |                                 |
| 864                  | 怡乐路                 | ⇆            | 白云山制药厂               |                                 |
| 982                  | 夏茅（白云湖公园）     | ⇆            | 地铁飞翔公园站             |                                 |
| B18                  | 永泰集贤路             | ⇆            | 匯彩路                     |                                 |
| B18快线              | 永泰路口               | ⇆            | 匯彩路                     | 仅限早晚高峰发班                |
| 大学城专线1大学城1线 | 广外                   | ⇆            | 大学城（广大）             | 15分/班（寒暑假期间30–60分/班） |
| 夜9                  | 车陂                   | ⇆            | 黄石路                     |                                 |
| 广夜122              | （广州）永泰新村       | ⇆            | （佛山）白沙（中海金沙湾） | 经同康路 广424路附属线路        |